# Turó de la Guàrdia (Pineda de Mar)
El Turó de la Guàrdia és una muntanya de 240 metres que es troba entre els municipis de Santa Susanna i de Pineda de Mar, a la comarca del Maresme.